# Kaparot

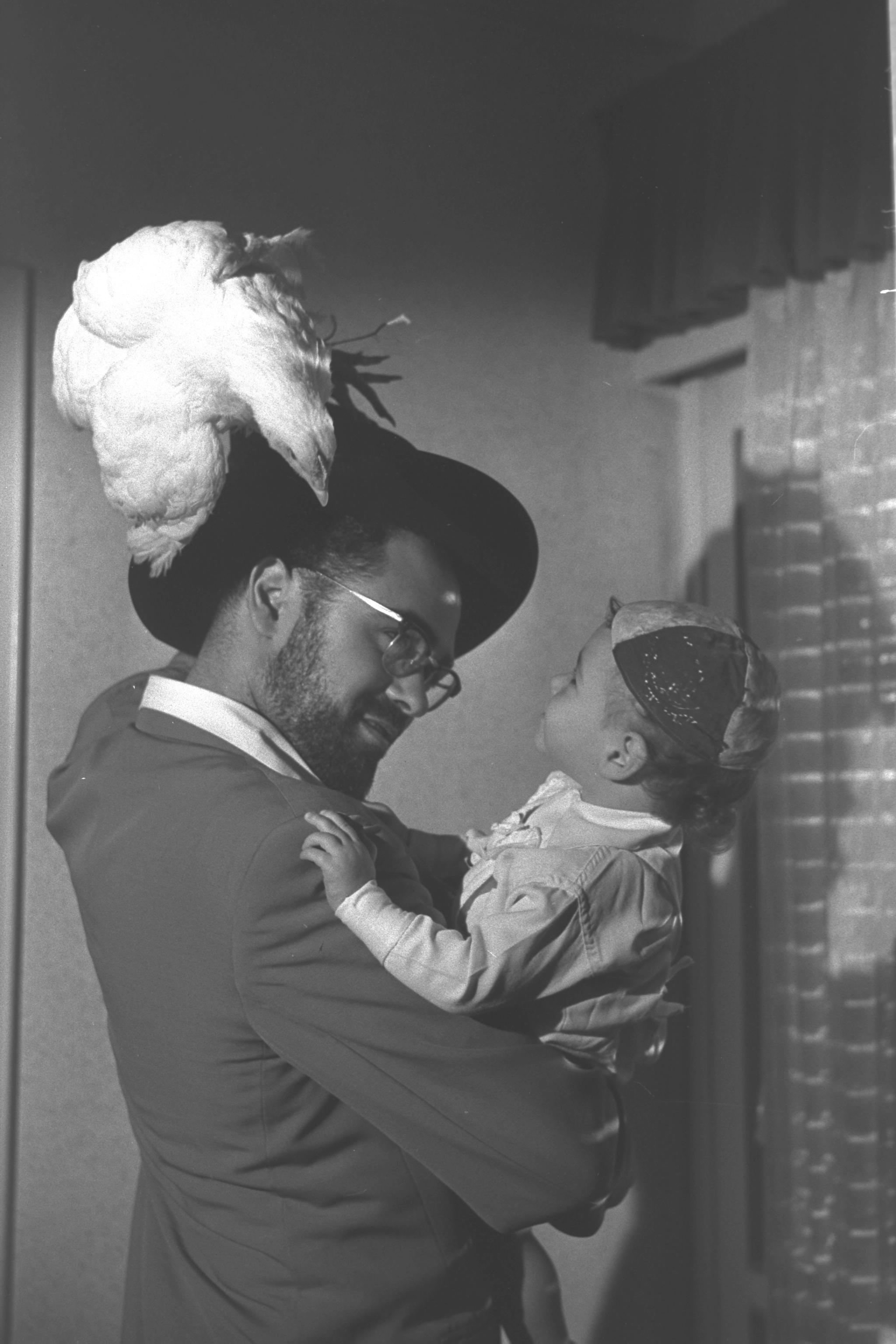
Wykonywanie obrzędu kaparot

Kaparot (hebr. ‏כַּפָּרוֹת‎, l.mn. „pokuty, przebaczenia, rozgrzeszenia”; jid. ‏כּפּרות‎ kapores) – ludowy zwyczaj żydowski, polegający na symbolicznym przeniesieniu grzechów z danej osoby na ptaka, który zostaje następnie zarżnięty w zastępstwie człowieka.
W przypadku mężczyzny wykorzystuje się koguta, w przypadku kobiety – kurę, a w przypadku kobiety w ciąży i jednocześnie jej dziecka – koguta i kurę. Niekiedy używa się innego ptactwa (z wyjątkiem gołębi). Podczas ceremonii wywija się żywym ptakiem trzy razy nad głową danej osoby i wygłasza określoną formułkę przeniesienia grzechów. Później ptaka się zarzyna, a jego mięso (lub równowartość w pieniądzach) przekazuje się ubogim. Obrzęd odprawia się w przeddzień święta Jom Kipur do dzisiaj, jednak zamiast ptaka wykorzystuje się niekiedy monety.
Kaparot nie jest wymieniany w Talmudzie, pierwsze wzmianki o nim pochodzą z IX w. Ponieważ przypomina on obrzęd składania ofiar (zakazany po zburzeniu Drugiej Świątyni w Jerozolimie), przeciwni mu byli m.in. Salomon ben Adret, Nachmanides czy Józef Karo. Natomiast Izaak Luria i Jeszaja Horowic nadawali mu interpretację mistyczną, zaś Mojżesz ben Israel Isserles uważał go za obowiązkowy.